# Ülkerspor
L'Ülker Gençlik ve Spor Kulübü, comunemente noto come Ülker o Ülkerspor, era un club di pallacanestro turco con sede a Istanbul, in Turchia. Il club ha partecipato alla Turkish Basketball League. Hanno giocato le partite casalinghe all'Abdi İpekçi Arena.

## Storia
L'Ülkerspor è stato fondato nel 1975, ma la sezione cestistica è stata creata nel 1993, acquistando i diritti sportivi per la Turkish Basketball League dal Nasaş. Il club ha vinto quattro titoli della lega turca nel 1995, 1998, 2001 e 2006, con grandi nomi come Harun Erdenay, İbrahim Kutluay, Michael Anderson, Orhun Ene, Kevin Rankin e, più recentemente, Mirsad Türkcan e Serkan Erdoğan. Il primo grande successo del club è stato nella Coppa dei Campioni nella stagione 1995-1996 quando l'Ülkerspor è riuscito a raggiungere i quarti di finale ed è stato eliminato dal Barcelona. Inoltre l'Ülker ha raggiunto le Top 16 di Eurolega per cinque stagioni consecutive tra il 2002 e il 2006, battendo tutte le migliori squadre europee nel torneo e dimostrando di essere una squadra di livello nella competizione. L'Ülkerspor ha ottenuto il suo miglior risultato quando è sopravvissuto a un duro gruppo nelle Top 16 per aggiudicarsi l'Eurolega 2004-05, uscendo ai quarti di finale, dove è stato eliminato dal CSKA Mosca. Ülkerspor ha anche vinto cinque titoli di Coppa del Presidente e tre titoli di Coppa di Turchia tra il 2001 e il 2005.
Nel 2006, la società Ülker, che possedeva e sponsorizzava il club, ha deciso di abolire la squadra e sponsorizzare invece il club turco Fenerbahçe che divenne noto come Fenerbahçe Ülker, mentre l'Ülkerspor iniziò a chiamarsi Alpella.
Alpella ha giocato per due stagioni nella Turkish Basketball League, nelle stagioni 2006-07 e 2007-08. Alla fine, i suoi diritti sportivi furono acquistati dal Trabzonspor, dopo che il club fu relegato nella seconda lega turca.

## Palmarès
- Campionato turco: 4

1994-1995, 1997-1998, 2000-2001, 2005-2006
- Coppa di Turchia: 3

2002-2003, 2003-2004, 2004-2005
- Coppa del Presidente: 6

1995, 2001, 2002, 2003, 2004, 2005